# HD 213240 b
HD 213240 b ist ein Exoplanet, der den gelben Zwerg HD 213240 alle 882,7 Tage umkreist. Auf Grund seiner hohen Masse wird angenommen, dass es sich um einen Gasplaneten handelt.

## Entdeckung
Der Planet wurde mit Hilfe der Radialgeschwindigkeitsmethode von N. C. Santos et al. im Jahr 2001 entdeckt.

## Umlauf und Masse
Der Planet umkreist seinen Stern in einer Entfernung von ca. 1,92 Astronomischen Einheiten bei einer 
Exzentrizität von 42,1 % und hat eine Masse von ca. 1500 Erdmassen bzw. 4,72 Jupitermassen.